# Баячево
Баячево (болг. Баячево) — село в Болгарии. Находится в Тырговиштской области, входит в общину Тырговиште. Население составляет 911 человек (2022).

## Политическая ситуация
В местном кметстве Баячево, в состав которого входит Баячево, должность кмета (старосты) исполняет Нефизе Юсуфова Бекирова (Движение за права и свободы (ДПС)) по результатам выборов.
Кмет (мэр) общины Тырговиште — Красимир Митев Мирев (инициативный комитет) по результатам выборов.